# 塩谷定好写真記念館

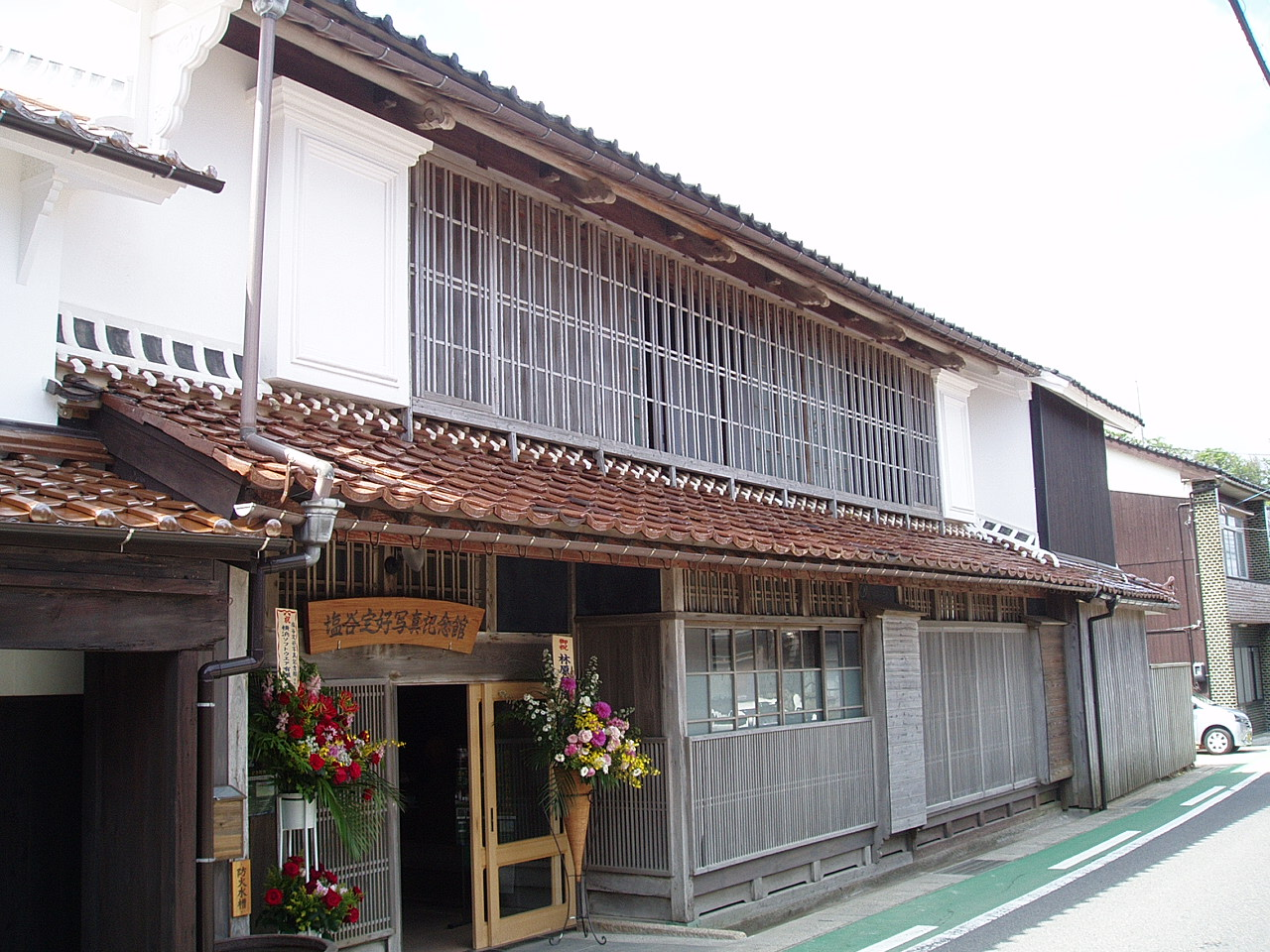
主屋

塩谷定好写真記念館（しおたにていこうしゃしんきねんかん）は、鳥取県東伯郡琴浦町にある写真家塩谷定好の個人美術館である。
2014年4月26日に開館した。

## 概要
2010年に琴浦町から定好に名誉町民の称号が贈られたことをきっかけに、元赤碕町長田中満雄を会長として記念館設立準備会が発足。2013年2月25日には「NPO法人塩谷定好フォトプロジェクト」が設立。定好の生家を譲り受け、作品の展示を行う記念館として整備され、2014年4月26日にオープンした。赤碕商店街のほぼ中央に位置している。記念館の建物5棟は2015年11月17日、国の登録有形文化財に登録された。

## 利用情報
- 開館時間：午前9時 - 午後4時
- 休館日：毎週火曜日、年末年始
- 入館料：一般300円（中学生以下無料）、団体200円（15名以上）、会員無料

## 施設
塩谷定好写真記念館の建物は、塩谷定好の生家を2014年に改修して記念館としたものである。この建物はもとは明治時代に海運業の本店として建てられた街道に面した町屋作りの商家の建物で、主屋と4棟の土蔵からなる。
ギャラリー棟は、1874年（明治7）に建てられた蔵を定好が第二次大戦後（昭和中期）に店舗兼写真スタジオに改修にしたもの。
米蔵にはカフェが併設されている。

## 建築概要
- 主屋 - 1906年（明治39年）の建築　木造２階建・切妻造妻入（きりつまづくりつまいり）[7]
- ギャラリー棟 - 1874年（明治7）の建築、主屋の東に隣接、土蔵造２階建、切妻造妻入[6]
- 米蔵 - 1872年（明治5年）の建築[8]。カフェ併設。
- 質蔵 - 1879年（明治12 年）の建築[9]

- 新蔵 - 1902年（明治35 年）の建築[10]

## 交通アクセス
所在地：鳥取県東伯郡琴浦町大字赤碕1561
JR山陰本線赤碕駅下車 徒歩約20分、又は赤碕駅からタクシー約6分。又は琴浦町営バス　琴浦海岸線「赤碕地区公民館」下車徒歩1分

## 周辺
- 菊港・波しぐれ三度笠
- 神崎神社
- 道の駅ポート赤碕
- 日韓友好交流公園「風の丘」【恋人の聖地】
- 物産館ことうら